# Gundinci
Gundinci est un village et une municipalité située en Slavonie, dans le comitat de Brod-Posavina, en Croatie. Au recensement de 2001, la municipalité comptait 2 294 habitants, dont 99,26 % de Croates ; en 2001, la municipalité et le village étaient confondus.

## Localités
La municipalité de Gundinci ne compte qu'une seule localité, le village éponyme de Gundici.